# Jonathan Leakey

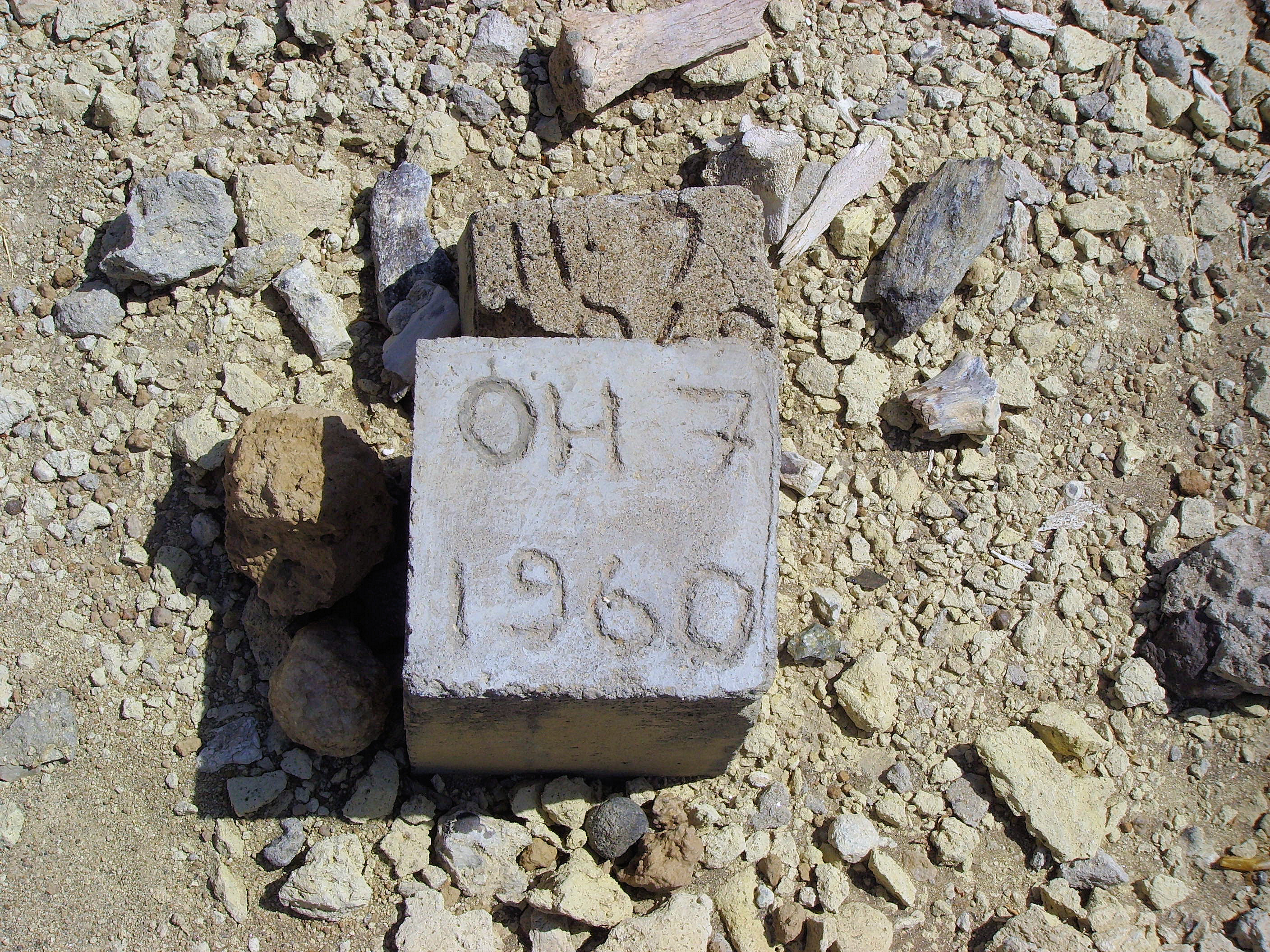
Gedenkstein am Fundort von OH 7

Jonathan Harry Erskine Leakey (* 4. November 1940; † 12. Juli 2021) war ein kenianischer Geschäftsmann. In Fachkreisen der Paläoanthropologie wurde er international bekannt, nachdem er im Oktober 1960 den fossilen Unterkiefer eines im Alter von annähernd zehn Jahren gestorbenen Kindes entdeckt hatte, das einer bis dahin unbekannten Art von Urmenschen angehörte. Das Fossil ist auch unter dem Spitznamen „Jonnys Child“ bekannt geworden. Jonathan Leakey war der erste Sohn der gleichfalls international bekannten Paläoanthropologen Louis Leakey und Mary Leakey, und sein Vater war es, der 1964 dieses Fossil (Sammlungsnummer OH 7) zum Typusexemplar von Homo habilis erklärte. Sein jüngerer Bruder, Richard Leakey (1944–2022), galt wie beider Eltern als einer der bedeutendsten Paläoanthropologen der Gegenwart und war in Kenia zudem als Umweltschützer bekannt.
Jonathan Leakey wurde beruflich nie auf dem Gebiet der Urmenschenforschung tätig. Er betrieb in Nakuru (Kenia) die Handelsfirma Jonathan Leakey Ltd., die u. a. Schlangengift vertrieb, das teils von frei lebenden Tieren gewonnen wurde, teils von Tieren aus einer ihm gehörenden Schlangenfarm. Außerdem unterstützte er US-amerikanische Tierhändler beim Export von lebenden Reptilien aus Kenia, was ihm den Ruf eines „Schlangenjägers“ einbrachte. Bis zum Verbot durch die kenianische Regierung im Jahr 1981 war er laut Online-Veröffentlichungen Hauptexporteur von Wildfängen einer Chamäleon-Art für den US-Markt (des Chamaeleon jacksonii).
In einer Online-Veröffentlichung des The East African Standard vom 14. Juli 2004 war kritisch die Rede davon, dass Jonathan Leakey dank seiner verwandtschaftlichen Beziehungen zu Richard Leakey, dem ehemaligen Chef des Kenya Wildlife Service, das alleinige Recht habe, die als Heilmittel benutzte Rinde eines in der Kikuyu-Sprache mweri oder muiri genannten Baumes der Gattung Prunus (Prunus africana) zu exportieren – 300 bis 400 Tonnen pro Jahr. In ähnlicher Weise hatte die in Nairobi erscheinende Online-Ausgabe von The Daily Nation am 15. Juni 2000 berichtet, dass Jonathan Leakey zusammen mit der französischen Firma Groupe Fournier die ausschließlichen Nutznießer dieses auch zu Tabletten verarbeiteten Heilmittels seien, während die lokale Bevölkerung leer ausgehe und der Baum in seinem Bestand gefährdet werde. Ähnlich kritisch äußerte sich Kenias Umweltminister Newton Kulundu im Juni 2004 im New African zum Skandal um den Mweri-Baum und wurde wie folgt zitiert: „Es ist kein Geheimnis, dass Jonathan Leakey in den vergangenen 20 Jahren die Produkte von Prunus africana auf den europäischen Markt exportiert hat.“
Der Asteroid (7958) Leakey wurde am 19980411 nach ihm, seinem Bruder Richard Leakey sowie seinen Eltern benannt.

## Belege
1. ↑  Leakey and Ewoi: The legacies of Baringo snakemen. Auf: theeastafrican.co.ke vom 5. August 2021.
2. ↑  Louis Leakey et al.: A new species of the genus Homo from Olduvai Gorge. In: Nature. Band 202, 1964, S. 7–9; doi:10.1038/202007a0, Volltext (PDF; 352 kB).
3. ↑  Übersicht zur Verbreitung von Prunus africana in Kenia und zum Handelsvolumen 1999–2003. Auf: cites.org, Stand: 2008

| Personendaten    | Personendaten                                                 |
| ---------------- | ------------------------------------------------------------- |
| NAME             | Leakey, Jonathan                                              |
| ALTERNATIVNAMEN  | Leakey, Jonathan Harry Erskine (vollständiger Name)           |
| KURZBESCHREIBUNG | kenianisch-britischer Unternehmer, Entdecker des Homo habilis |
| GEBURTSDATUM     | 4. November 1940                                              |
| STERBEDATUM      | 12. Juli 2021                                                 |
| STERBEORT        | Kenia                                                         |